# 2waytraffic
2waytraffic é uma produtora televisiva com sede em Hilversum, Países Baixos. Foi criada em 2004 pelos ex-executivos da empresa Endemol, Kees Abrahams, Unico Glorie, Taco Ketelaar e Henk Keilman.
A companhia se expandiu significamente em 2006 com três aquisições, começando com o provedor de serviços móveis Emexus em junho e em seguida o desenvolvedor de conteúdos Intellygents em agosto. A aquisição mais notável, no entanto, foi a compra da empresa Celador International do Reino Unido e seus programas, incluindo o internacional Who Wants to Be a Millionaire? em dezembro.
Em 4 de junho de 2008 a empresa se tornou uma subsidiária da Sony Pictures Entertainment.
Ela atualmente tem escritórios em Londres, Nova Iorque, Budapeste, Estocolmo e Madrid.

## Empresas

### 2waytraffic International, Sony Pictures Television
Anteriormente Celador International, esta empresa detém, distribui, licenças e opera em mais de 200 formatos de jogos mostram como Who Wants to Be a Millionaire? nos Estados Unidos, na Europa Oriental e os Países Nórdicos. Depois da Sony Pictures Entertainment adquirir a 2waytrafic, a subsidiária internacional tornou-se 2waytraffic International, Sony Pictures Television, e é dirigido por Ed Louwerse.

### Emexus Group
Este é um grupo de soluções móveis adquirida pela 2waytraffic em junho de 2006, que agora é 2waytraffic Mobile.

### Intellygents
Intellygents foi criada em 2002 pelos ex-funcionários da Endemol Kirsten van Nieuwenhuijzen e Mark van Berkel e adquirida pela 2waytraffic em agosto de 2006. É uma empresa criativa de desenvolvimento para o entretenimento inteligente, com os formatos, That's the Question, Take It or Leave It, The Greatest Royalty Expert e Who Wants to Be a Millionaire's spin-off do game show 50–50.